# Hannan (Wuhan)
Hannan léase Jan-Nán (en chino:汉南区, pinyin:Hànnán  qū) es un  distrito urbano bajo la administración directa de la ciudad-prefectura de Wuhan. Se ubica al este de la provincia de Hubei, sur de la República Popular China. Su área es de 287 km² y su población total para 2016 fue de +100 mil habitantes.

## Administración
El distrito de Hannan se divide en 4 pueblos que se administran en subdistritos.